# Niemieckie Muzeum Górnictwa
Niemieckie Muzeum Górnictwa (niem. Deutsches Bergbau-Museum, w skrócie DBM) – muzeum znajdujące się w Bochum, posiadające ponad ćwierć miliona eksponatów, przez co należy do największych muzeum tego typu na świecie, a przyciągając corocznie prawie 400 000 zwiedzających należy do czołówki najpopularniejszych muzeów w Niemczech.
DBM poświęcone jest nie tylko historii górnictwa niemieckiego oraz rozwojowi techniki górniczej, ale posiada też unikalne zbiory mineralogiczne oraz wybitne zbiory dzieł sztuki związanych z górnictwem. Ponadto jest głównym archiwum niemieckiego górnictwa oraz placówką naukową specjalizującą się na archeologię górniczą, historię górnictwa, materiałoznawstwo, archeometrię oraz dokumentację i konserwację dóbr kultury. Dlatego też placówka ta jest członkiem Towarzystwa im. Leibniza.
Poza stałą ekspozycją muzeum regularnie pokazuje spektakularne wystawy sezonowe, a należąca do niego wieża szybowa jest nie tylko jego znakiem rozpoznawczym typowym dla kopalni węgla kamiennego, które przez ponad sto lat piętnowały krajobraz zagłębia Ruhry, ale i dobrym punktem widokowym.